# 圣弥额尔教堂 (鲁汶)
圣弥额尔教堂（Sint-Michielskerk）是位于比利时鲁汶的一座巴洛克式天主教堂，坐落于鲁汶那慕尔街57号。
圣弥额尔教堂最初是一座耶稣会教堂，由神父Willem van Hees设计，建于1650年至1671年。18世纪后期，耶稣会在南尼德兰地区被取缔后，鲁汶的圣弥额尔教区将这座教堂改为其新的教区教堂，教堂名称也随之改为圣弥额尔教堂。
教堂的设计体现了精美的巴洛克式建筑风格，其在一定程度上参考了位于罗马的耶稣会总堂——耶稣堂。教堂正立面的整体外观呈现出酷似巨大祭坛般的外观，也因此被称为“鲁汶七大奇观”之一。
在二战期间，教堂受到了较为严重的破坏，尤其是在1944年，轰炸导致其拱顶坍塌，但正立面并未受损。战后，教堂于1947至1950年间进行了重建。
圣弥额尔教堂在1940年由王家法令认可为法定保护古迹。除作为教区教堂行使其通常的宗教功能之外，它也被用作一些文化活动的举办地。